# Coryphopteris ledermannii
Coryphopteris ledermannii là một loài thực vật có mạch trong họ Thelypteridaceae. Loài này được (Hieron.) Holttum mô tả khoa học đầu tiên năm 1976.